# 河合裸石
河合 裸石（かわい らせき、1883年〈明治16年〉12月17日 - 1941年〈昭和16年〉3月6日）は日本の新聞記者。文筆力のみならず企画力にも優れ、趣味のスキーの振興に力を尽くした。

## 経歴

### 小樽での少年時代、そして上京
1883年（明治16年）12月17日、新潟県三島郡寺泊町にて、河合勝十郎の4男として生まれる。兄3人、姉3人に次ぐ第7子だったので、本名は七郎とつけられた。生まれつき体が弱い子だったため、母親は村はずれにある「裸石地蔵」に通って願掛けし、その加護で丈夫に育つことができたと七郎に聞かせた。
七郎が3歳のとき、経済的に困窮した河合家は、呉服商を開いていた親戚筋を頼って、北海道の岩見沢に移住した。やがて長兄の俊太郎が小樽で味噌や醤油の問屋を手掛けて成功したため、七郎は兄に引き取られて、少年時代を小樽で過ごすことになった。
11歳のとき、カムチャツカ帰りの人から「シトー」ないし「ストー」と呼ばれるスキー板をもらう。これは幅15センチメートル・長さ1.5メートルほどの板の裏に、アザラシの皮を張った原始的な造りで、カムチャツカの現地人が冬の山野で用いるものであるという。七郎はこのときから晩年に至るまで、熱心なスキーの愛好家であり続けた。
小学校卒業後は、しばらく兄の店を手伝っていた。やがて青年となった七郎は、雑誌や新聞に投稿するとき、母の慈愛を偲んでペンネームを「裸石」とし、以来その名で通した。19歳のとき、向学心に駆られて東京に出るが、どこの学校に通ったのかは明らかでない。

### 厚田での代用教員時代
1905年（明治38年）、23歳の裸石は小樽に帰ったのち、同年3月から8年間、厚田村の厚田小学校で代用教員を務めた。子母澤寛は、このときの教え子のひとりである。
裸石は当時まだ知名度の低かった厚田の景勝地を歩き回り、探検談に仕立て上げて雑誌『探検世界』や『武侠世界』に投稿し、読者から好評を得た。雑誌のみならず、地元の新聞『北海タイムス』や『旭川毎日新聞』にも作品が掲載されることがあり、裸石は教員の身にありながらも、文士として知られるようになっていった。
1913年（大正2年）3月、教職を辞する。

### 新聞記者時代
1914年（大正3年）5月、32歳の裸石は小樽新聞に入社した。社会部次長として筆を振るっていたものの、1918年（大正7年）早々、社長没後の社内騒動が原因で退社。東京朝日新聞からの誘いもあったが、同年2月に北海タイムスに入り、翌1919年（大正8年）12月には社会部長に昇進した。
裸石が社会面に創設した止め記事欄「熊の目」は、ユーモアの中にやんわりとした皮肉を織り交ぜる筆致で、読者からの喝采を博したほか、しばしば犯罪事件の摘発のきっかけにもなったという。さらに裸石は企画事業の面でも活躍しており、『月刊タイムス』の発行を手掛け、やがてこれを発展させて夕刊の発行に踏み切った。そのほか国産振興博覧会の開催、航空事業の創始、ニュース映画の製作など、さまざまな文化的事業を献策して成功させている。
また、スキーを愛する裸石は、このスポーツを普及させるため、北海タイムスの事業として各種の競技大会を開催した。スキー以外には民謡の研究にも打ち込んでおり、天性の美声で歌い上げる追分節は人を魅了するに足るものだったという。
企画力を高く評価された裸石は、1927年（昭和2年）から事業部長を兼任。1934年（昭和9年）12月には、春香山の山小屋「銀嶺荘」の建設に尽力している。そして1935年（昭和10年）、社会部長の座を後進に譲り、事業部長専任となった。
1941年（昭和16年）3月6日、胃がんのため札幌市立病院にて、59歳で没する。葬儀は北海タイムス社葬として、札幌祖霊神社で執り行われた。

## 著作
- 『ルーラン』1912年（明治45年）
- 『熊の嘯』1915年（大正4年）
- 『アイヌの炉辺物語』1925年（大正14年）、ジョン・バチェラー作の日本語訳。
- 『蝦夷地は歌ふ』1935年（昭和10年）